# 下碑寺乡
下碑寺乡，是中华人民共和国河南省驻马店市泌阳县下辖的一个乡镇级行政单位。
概况
下碑寺乡古为牛蹄镇，牛蹄镇为汝河上游多条支流交汇处，地接东西，控扼南北，交通便利，经济繁荣，“汝宛重镇”，自古为兵家必争之地。（《中国古地名大词典》：牛蹄，在河南泌阳县东北九十里汝河北岸，道通京汉铁路之驻马店站。) 唐末农民起义、清军入关、太平军等均在此爆发多次重要战斗，捻军更是由此形成，并且捻军首领王四老虎、李太春在牛蹄镇角子山会师。日本侵华时多次在牛蹄镇与国军交战，“半日尽拾弹壳成车装”，其中以豫南会战最为激烈，此次会战后国军基本转为反攻。1906年京汉铁路通车后，牛蹄镇成为南阳等西部人去往车站必经之路，来来往往客商官民众多，极为繁荣发达。中共建国后治理淮河错误指导，在淮河支流汝河上游筑坝拦水修建板桥水库，将牛蹄镇淹没，自此，镇人北移，形成今日下碑寺乡。

## 行政区划
下碑寺乡下辖以下地区：
下碑寺村、尹庄村、石灰窑村、大郭庄村、和邵庄村、张庄村、东李庄村、吕庄村、曹庄村、姚庄村、马岗村、罗庄村和四合村。